# 독일 순양함 SMS 마그데부르크

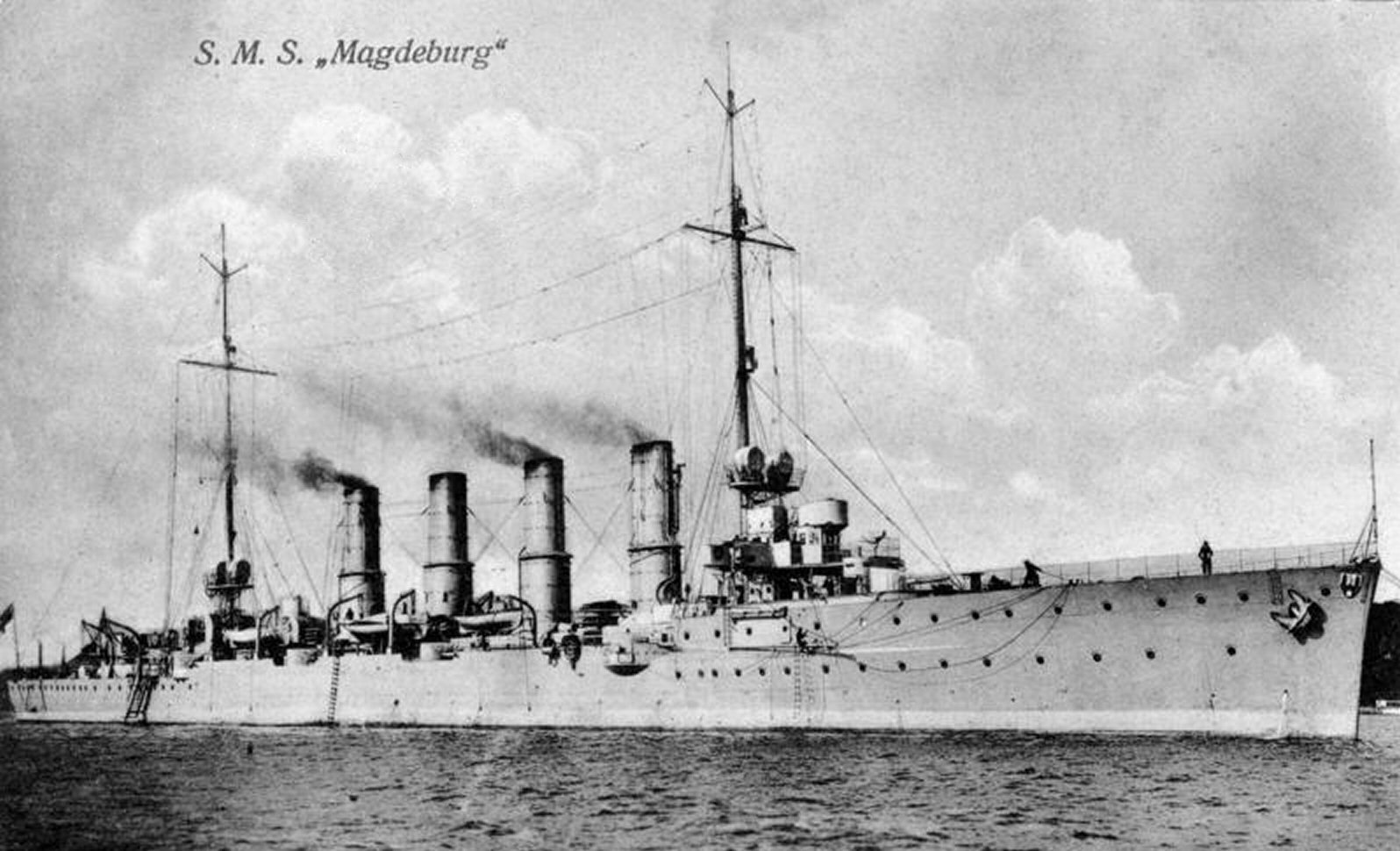
독일 순양함 SMS 마그데부르크

독일 순양함 SMS 마그데부르크는 1910년에 진수하고, 1912년 12월 10일에 취역한 제1차 세계 대전 당시 독일 마그데부르크급 경순양함의 네임쉽이다. 1914년 8월 25일 러시아군의 발트해 진입을 저지할 목적으로 출동한 마그데부르크 호는 실수로 오덴스홀름 섬에 좌초했다. 이 단순해보이는 좌초 사건이 제1차 세계 대전 당시 영국과 독일 간 암호 해독을 둘러싼 첩보전에서 가장 중요한 사건이 되었다.
이 섬은 러시아군의 영역이었고, 마그데부르크호가 좌초한 것을 목격한 러시아군은 이 배를 접수했다. 그러나 러시아군은 마그데부르크 호보다 더 중요한 것을 확보했다. 바로 당시 독일 해군이 사용하던 암호화 및 해독을 위함 암호책(Code Book)이었다. 러시아군이 노획한 이 암호책은 곧바로 동맹국 영국에도 제공되었고 영국의 40호실은 온전하게 입수된 마그데부르크 호의 암호책으로 전쟁 기간 내내 독일의 암호를 해독할 수 있었다. 유명한 치머만 전보도 이 암호책 덕분에 가능했다.

## 이력과 제원

### 이력
- 건조사 : 브레멘의 AG 베젤
- 기공 : 1910년
- 진수 : 1911년 5월 13일
- 취역 : 1912년 12월 10일
- 운명 : 1914년 8월 26일, 핀란드만에서 좌초 후 침몰.

### 제원
- 만재배수량 : 4,550톤
- 길이 : 136m
- 너비: 13.3m
- 흘수선 : 5.1 m
- 속도 : 최대 속도 27.6 knots
- 항속거리 : 5,000 nm
- 승무원 : 장교 및 사병 약 373명
- 무장 : 105mm 함포 12문, 500밀리 함포 2문, 어뢰발사관 1개 및 기뢰 120발

## 마그데부르크 호의 출동과 좌초
1914년 8월 25일, 독일 해군의 베링 소장은 순양함 아우그스부르크 호와 마그데부르크 호, 그리고 어뢰정 2척을 거느리고 핀란드만 입구에 정박하고 있었다. 베링 소장은 이곳에서 러시아의 장갑순양함대를 격파할 계획이었다.
17시 정각, 두 순양함은 1해리의 거리를 두고 천천히 러시아쪽으로 향했다. 기함은 아우구스부르크 호였다. 그러나 두 배는 안개가 짙어서 서로의 위치를 정확히 알지 못했다. 1해리의 간격도 그럴 것이라고 믿는 수준이었다.
23시 4분, 아우구스부르크 호에서 마그데부르크 호로 러시아군이 부설한 기뢰밭이 위험하니 남동쪽으로 방향을 돌리라는 전문이 날라왔다. 23시 7분, 두 순양함은 시속 15노트로 선수를 돌려 남동쪽으로 향했다. 마그데부르크 호는 오덴스홀름 섬으로 향하고 있었다. 만일 기뢰밭이 조성되었고, 러시아 함대가 존재한다면 곧장 동쪽을 향해 상트페테르부르크로 향할 계획이었다. 그러나 이때 마그데부르크 호는 오덴스홀름 섬과 배 사이 거리를 잘못 계산하고 있었다. 그들이 알고 있던 것보다 1해리(약 1.8km) 정도 더 오덴스홀름 섬에 가까이 있었던 것이다. 기함 아우구스부르크 호는 이미 동쪽으로 다시 방향을 바꾼 후였다.
8월 26일 0시 27분, 항로 변경 명령이 전문으로 도착했다. 암호 해독까지 4분이 걸렸고, 마그데부르크 호의 하베니히트 함장은 좌현 15도로 방향을 돌릴 것을 명령했지만, 그 순간 마그데부르크 호는 오덴스홀름 섬에 좌초해버리고 말았다. 당황한 함장은 좌초한 배를 다시 돌리고자 여러 가지 노력을 기울였으나 배는 움직일 생각을 하지 않았다. 날이 밝자 배는 오덴스홀름 섬으로부터 300m 거리에서 발트 해의 암초에 좌초된 것임을 알았다. 배는 여전히 움직일 생각을 하지 않는 동안, 러시아군이 다가왔다.
새벽에 오덴스홀름 섬의 러시아군 수비대는 마그데부르크 호가 좌초한 사실을 알았다. 수비대는 러시아 해군 정찰국장인 네페닌 대령에게 보고를 했고, 이때부터 분주하게 러시아군이 움직이기 시작했다. 하베니히트 함장은 점점 더 초조해졌고, 모든 기밀서류의 파기를 지시했다. 온갖 종류의 문서들이 기관실에서 화로에 던져졌다. 석탄을 주연료로 사용하던 배였다. 마그데부르크 호의 암호책은 모두 3권이었는데, 2권은 경황 중에 분실했다.
이윽고 러시아 해군 병사들이 마그데부르크 호에 승선했다. 독일 수병들은 순순히 항복했다. 함장도 체포되었다. 러시아는 피 한 방울 흘리지 않고 독일의 순양함을 나포한 것이었다.

## 마그데부르크 호와 40호실, 암호책
그러나 마그데부르크 호 사건은 지금부터가 시작이었다. 러시아군은 수 개월 동안 이 배를 조사했다. 미처 파기되지 않은 문서들을 조사했다. 하베니히트 함장이 소각하려 했으나 못했던 2권의 암호책 원본이 바닷 속에서 발견되었다. 납을 달아 가라앉혔던 것이다.
러시아는 이 사실을 11일 뒤인 9월 초에 영국에 이 사실을 통보했다. 런던 주재 러시아 대사관의 해군 무관이 당시 해군성 장관 윈스턴 처칠을 방문하여 독일제국 해군 암호책을 발견했고, 그 암호책으로 비밀전문도 몇 건 해독했다면서 암호책을 영국에 제공하겠다고 했다. 러시아는 약속대로 10월에 암호책을 런던으로 이송해왔고, 처칠은 이를 즉시 해군 소속 암호해독반인 일명 40호실로 넘겼다.
이미 40호실은 1914년 8월 초에 전쟁이 선포된 줄 모르던 독일 무역선 한 척을 오스트레일리아 앞바다에서 나포하여 <독일 무역통신서>를 압수한 뒤였고, 마그데부르크 호의 암호책을 러시아로부터 받은 후인 11월 30일에도 한 영국 원양어선으로부터 독일 구축함이 침몰하기전에 바다에 던진 암호책을 가져다주었다. 영국은 이 암호책들을 이용하여 독일의 암호해독을 모두 해독할 수 있었다. 가장 유명한 것은 짐머만 전보이다.
그러나 독일은 마그데부르크 호에서 암호책이 탈취되었으리라고는 꿈에도 생각하지 못했고, 전후에 처칠의 회고록이 출간되고 나서야 이 사실을 알았다. 독일 해군이 일찌감치 에니그마에 관심을 기울이며 암호체계를 일신한 것도 이로인한 충격때문이었다.

## 같이 보기
- 40호실
- 치머만 전보
- 에니그마